# Karl Esters
Karl Esters (* 16. November 1873 in Uerdingen; † 14. November 1927 in Berlin) war ein deutscher Kommunalpolitiker.

## Leben
Esters war Stadtrat und Generaldezernent für die Rieselgüter Berlins. Vom 12. Juli 1920 bis 3. April 1921 und vom 19. November 1925 bis 13. Januar 1927 war er Mitglied der Berliner Stadtverordnetenversammlung. Er war außerdem Direktor der Norddeutschen Eiswerke AG.
Nach ihm ist seit 1930 die Estersstraße benannt, siehe Liste der Straßen und Plätze in Berlin-Marienfelde.

## Pädagoge
Vor seiner Zeit als Universitätsprofessor war Karl d’Ester mehr als zehn Jahre als Studienrat tätig. Er war ein begeisterter Pädagoge, engagierte sich in der Pfadfinderbewegung. Auch später an der Universität waren ihm die Lehre und der Umgang mit jungen Menschen wichtig.